# C-moll

Znaki chromatyczne w gamie c-moll

Diagram akordu c-moll dla gitary

c-moll – gama oparta na skali molowej, której toniką jest c. Naturalna gama c-moll zawiera dźwięki: c, d, es, f, g, as, b. W zapisie tonacji c-moll występują trzy bemole.
Gama c-moll w odmianie harmonicznej (z VII stopniem podwyższonym o półton):
Gama c-moll w odmianie doryckiej (z VI i VII stopniem podwyższonym o półton w stosunku do gamy h-moll naturalnej):
Równoległą gamą durową jest Es-dur, jednoimienną durową – C-dur.
Nazwa c-moll oznacza także akord, zbudowany z pierwszego (c), trzeciego (es) i piątego (g) stopnia gamy c-moll.
| Akord c-moll | Audio playback is not supported in your browser. You can download the audio file. |

Znane dzieła w tonacji c-moll:
- Ludwig van Beethoven - V Symfonia, Sonata Patetyczna op. 13, III Koncert fortepianowy op. 37
- Wolfgang Amadeus Mozart - XXIV Koncert fortepianowy KV 491, Wielka Msza c-moll, KV 427
- Nikołaj Rimski-Korsakow - solo fagotu w drugiej części Szeherezady
- Franz Schubert - IV Symfonia Tragiczna
- Fryderyk Chopin - Etiuda Rewolucyjna
- Robert Schumann - Msza c-moll na chór, solistów i orkiestrę
- Johann Sebastian Bach - Passacaglia c-moll